# Tomas Danilevičius

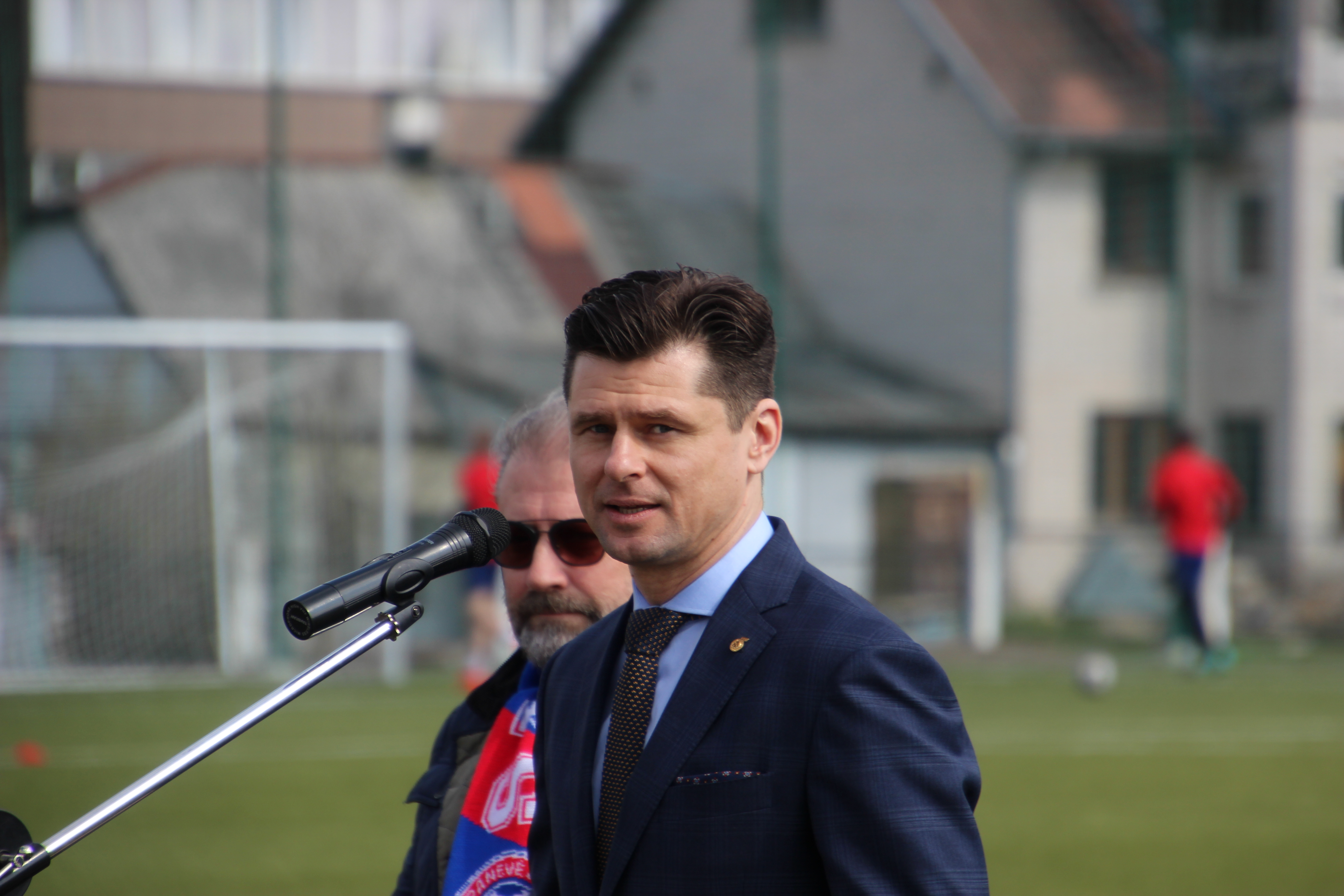
Tomas Danilevičius in 2018

Tomas Danilevičius (Klaipėda, 18 juli 1978) is een gewezen Litouwse voetballer. Danilevičius was een aanvaller. Sinds 2017 is hij voorzitter voor Litouwse voetbalbond.

## Carrière
Danilevičius begon z'n carrière bij Atlantas Klaipėda, maar verhuisde in 1995 naar KSK Beveren. Daarop verhuisde hij naar Club Brugge en KSV Ingelmunster. Hij speelde daarna nog voor Dinamo Moskou, FC Lausanne-Sport, Arsenal FC, Dunfermline Athletic FC, AS Livorno Calcio, US Avellino, Bologna, US Grosseto FC en SS Juve Stabia.
Danilevičius was van 1998 tot 2012 international voor Litouwen.